# BR Весов
BR Весов (лат. BR Librae) — одиночная переменная звезда в созвездии Весов на расстоянии приблизительно 10070 световых лет (около 3087 парсеков) от Солнца. Видимая звёздная величина звезды — от +14,2m до +12,8m.

## Характеристики
BR Весов — пульсирующая переменная звезда типа RR Лиры (RRAB).